# Echipa națională de fotbal a Andorrei
Echipa națională de fotbal a Andorrei (în catalană: Selecció de futbol d'Andorra) reprezintă Andorra în competițiile de fotbal și este controlată de Federația Andorreză de Fotbal, corpul administrativ al fotbalului din Andorra. Echipa s-a bucurat de foarte puțin succes din cauza populației mici a principatului, al patrulea cel mai mic dintre statele afiliate UEFA.
Primul meci oficial al Andorrei a fost înfrângerea cu 6–1 în meciul amical cu Estonia din 1996. Odată cu preliminariile pentru Euro 2000, Andorra a participat la campaniile de calificare pentru fiecare Campionat European și Mondial, însă a avut parte de foarte puțin succes. Au reușit să câștige numai trei meciuri, toate pe teren propriu. Au învins într-un singur meci competitiv, 1-0 împotriva Macedoniei în calificările pentru Campionatul Mondial din 2006.

## Istorie
Cu toate că Federația Andorreză de Fotbal a fost fondată în 1994, iar campionatul național al Andorrei a început în 1995, echipa națională nu a putut participa la competiții importante până ce nu s-a afiliat la corpurile administrative FIFA și UEFA în 1996. Echipa națională a jucat primul meci împotriva Estoniei în Andorra la Vella, pierzând cu 6–1.
Primul meci al Andorrei într-o competiție organizată de FIFA s-a încheiat cu o înfrângere cu 3–1 în fața Armeniei, pe 5 septembrie, în calificările pentru Campionatul European din 2000. Andorra a pierdut toate cele zece meciuri din calificări. Echipa a avut probleme mai ales în meciurile din deplasare; fiecare înfrângere a fost la cel puțin trei goluri diferență. Andorra a înscris numai trei goluri, dintre care două obținute din penaltiuri, și tot două în meciuri din deplasare. Andorra a încasat 28 de goluri, și cea mai mare înfrângere din calificări a fost un 6-1, în deplasare, cu Rusia.
Pentru prima campanie de calificare la Campionatul Mondial, Andorra a făcut parte dintr-o grupă alături de Cipru, Estonia, Irlanda, Țările de Jos și Portugalia. A pierdut primul meci cu Estonia, scor 1-0. În următorul joc, a pierdut cu 3-2 în fața Ciprului, însă a înscris totodată și primele goluri din calificările pentru un Campionat Mondial. Echipa a fost din nou învinsă de Estonia, de această dată cu 2-1. A pierdut toate meciurile din deplasare și singurul gol înscris pe teren străin a fost în înfrângerea 3-1 în fața Irlandei. Cea mai mare înfrângere a fost un 7-1 cu Portugalia, pe teren neutru în Lleida, Spania. Andorra a terminat campania de calificare fără niciun punct și cu 36 de goluri încasate pe durata a zece meciuri.

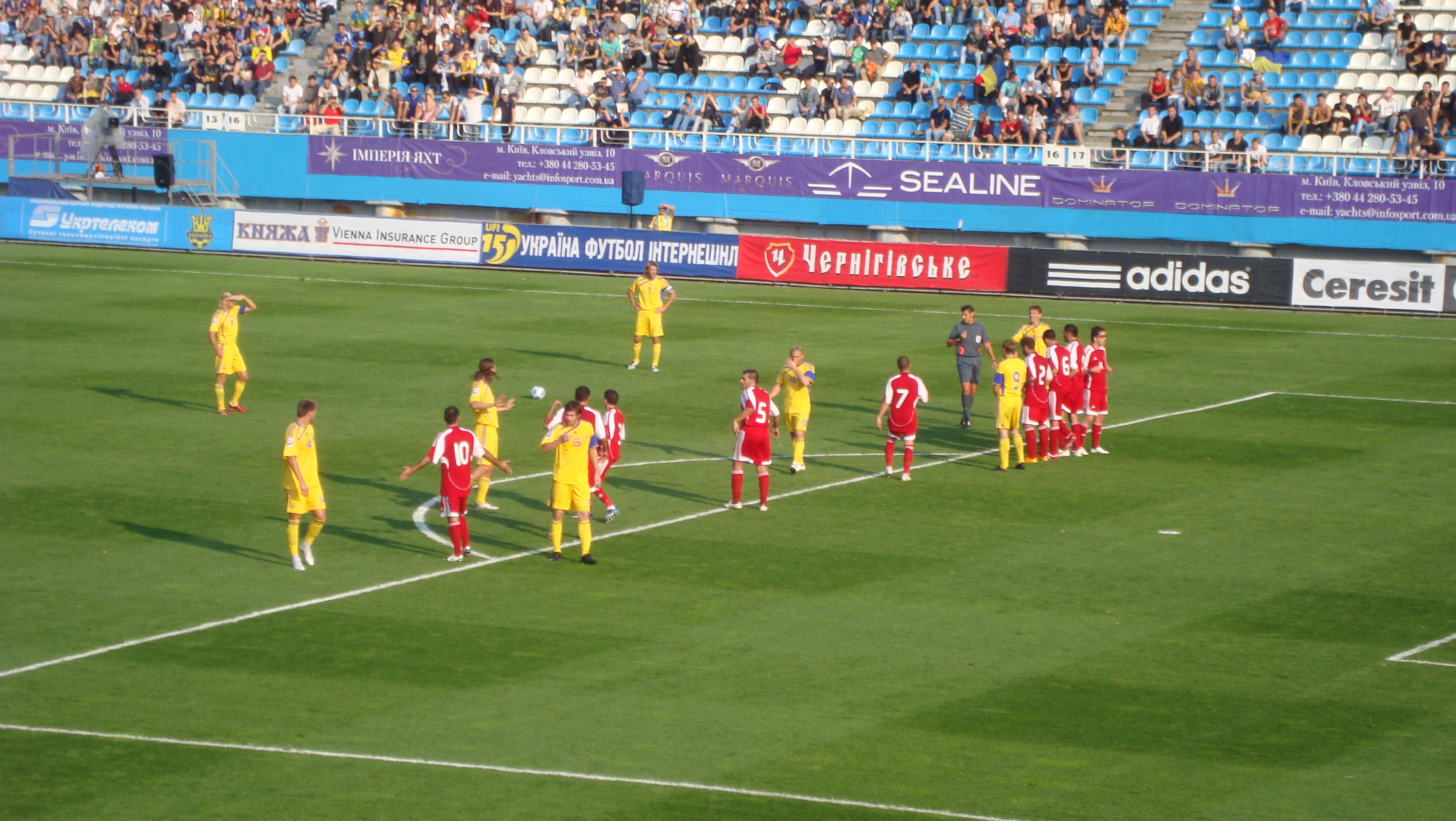
Andorra - Ucraina în 2009.

În campania de calificare pentru Euro 2004, echipa a pierdut din nou fiecare meci. A înscris singurul gol într-o competiție europeană în înfrângerea 2–1, din deplasarea în Bulgaria. În această competiție, scorurile au fost mai strânse decât în campaniile precedente, echipa pierzând cu 3–0 în fața Bulgariei, Croației și Belgiei, de două ori cu 2–0 în fața Estoniei, cu 2–0 în fața Croației și cu 1–0 în fața Belgiei.
După standardele andorreze, calificările pentru Campionatul Mondial din 2006 au fost un succes. Echipa a câștigat primul ei meci, 1-0 acasă împotriva Macedoniei. Mijlocașul andorez Marc Bernaus, care a evoluat în a doua divizie spaniolă, a primit mingea dintr-o aruncare de la margine, a făcut stop pe piept și a înscris din voleu la începutul reprizei secunde. Doar 200 de persoane au venit în Andorra la Vella pentru a urmări partida. După acest meci, Dragan Kanatlarovski, antrenorul Macedoniei, a demisionat și a numit partida „un rezultat rușinos, o umilință”. De asemenea, Andorra a făcut două remize, 0-0 în Macedonia și 0-0 împotriva Finlandei, pe teren propriu. Această campanie a fost singura în care Andorra a obținut puncte. Totuși, au suferit și înfrângerea cu cele mai multe goluri încasate, 8-1 în Cehia. În calificările pentru Euro 2008, Andorra a pierdut din nou fiecare meci. Cel mai strâns meci a fost împotriva Rusiei, o înfrângere cu 1-0, pe 21 noiembrie 2007, care i-a ajutat pe ruși să se califice, în defavoarea Angliei. Cea mai mare înfrângere a Andorrei din calificări a fost un 7-0 cu Croația în Andorra la Vella, care este totodată și cea mai mare înfrângere a naționalei în competițiile UEFA; în același timp a fost egalată și înfrângerea împotriva Cehiei, la cea mai mare diferență de scor. Andorra a marcat doar două goluri și a încasat 42, pe durata a doisprezece meciuri.
În campania de calificare pentru Campionatul Mondial din 2010, echipa a pierdut toate cele zece partide. Au înscris trei goluri, în înfrângerile cu Belarus și Kazahstan, și a încasat 39 de goluri, dintre care șase în meciul cu Anglia, fiind cea mai mare diferență de scor din acea grupă. Calificările pentru Euro 2012 s-au încheiat în mod similar; au pierdut toate cele zece partide, marcând un singur gol și încasând 25; cele mai bune rezultate au fost cele două meciuri pierdute la diferență de un gol în fața Slovaciei, precum și înfrângerea 3-1 cu Irlanda. În preliminariile CM 2014, Andorra a pierdut toate meciurile, primind 30 de goluri fără să marcheze vreunul.
La calificările pentru CE 2016, Andorra a pierdut din nou toate cele zece meciuri jucate, însă a marcat patru goluri, un record în calificările la Campionatul European.

## Statistica meciurilor oficiale internaționale
| Adversar          | Meciuri | Victorii | Egaluri | Înfrângeri | GP | GÎ  | G+   | % V    |
| ----------------- | ------- | -------- | ------- | ---------- | -- | --- | ---- | ------ |
| Albania           | 3       | 1        | 0       | 2          | 2  | 4   | −2   | 33.33% |
| Armenia           | 8       | 0        | 1       | 7          | 2  | 21  | −19  | 0%     |
| Azerbaidjan       | 3       | 0        | 2       | 1          | 1  | 2   | −1   | 0%     |
| Belgia            | 2       | 0        | 0       | 2          | 0  | 4   | −4   | 0%     |
| Belarus           | 4       | 1        | 0       | 3          | 4  | 11  | −7   | 25%    |
| Brazilia          | 1       | 0        | 0       | 3          | 0  | 3   | −3   | 0%     |
| Bulgaria          | 2       | 0        | 0       | 2          | 1  | 5   | −4   | 0%     |
| China             | 1       | 0        | 1       | 0          | 0  | 0   | 0    | 0%     |
| Croația           | 6       | 0        | 0       | 6          | 0  | 24  | −24  | 0%     |
| Cipru             | 3       | 0        | 0       | 3          | 2  | 9   | −7   | 0%     |
| Cehia             | 2       | 0        | 0       | 2          | 1  | 12  | −11  | 0%     |
| Anglia            | 4       | 0        | 0       | 4          | 0  | 16  | −16  | 0%     |
| Estonia           | 9       | 0        | 0       | 9          | 5  | 23  | −18  | 0%     |
| Insulele Feroe    | 1       | 0        | 1       | 0          | 0  | 0   | 0    | 0%     |
| Finlanda          | 2       | 0        | 1       | 1          | 0  | 3   | −3   | 0%     |
| Franța            | 3       | 0        | 0       | 3          | 0  | 7   | −7   | 0%     |
| Gabon             | 1       | 0        | 0       | 1          | 0  | 2   | −2   | 0%     |
| Islanda           | 4       | 0        | 0       | 4          | 0  | 12  | −12  | 0%     |
| Israel            | 2       | 0        | 0       | 2          | 1  | 6   | −5   | 0%     |
| Kazahstan         | 2       | 0        | 0       | 2          | 1  | 6   | −5   | 0%     |
| Letonia           | 3       | 0        | 0       | 3          | 1  | 9   | −8   | 0%     |
| Lituania          | 2       | 0        | 0       | 2          | 1  | 7   | −6   | 0%     |
| Macedonia de Nord | 6       | 1        | 1       | 4          | 1  | 9   | −8   | 17%    |
| Malta             | 2       | 0        | 2       | 0          | 2  | 2   | 0    | 0%     |
| Republica Moldova | 1       | 0        | 0       | 1          | 1  | 2   | −1   | 0%     |
| Țările de Jos     | 4       | 0        | 0       | 4          | 0  | 16  | −16  | 0%     |
| Portugalia        | 3       | 0        | 0       | 3          | 1  | 14  | −13  | 0%     |
| Republica Irlanda | 4       | 0        | 0       | 4          | 2  | 11  | −9   | 0%     |
| România           | 3       | 0        | 0       | 3          | 1  | 11  | −10  | 0%     |
| Rusia             | 5       | 0        | 0       | 5          | 1  | 15  | −14  | 0%     |
| Slovacia          | 2       | 0        | 0       | 2          | 0  | 2   | −2   | 0%     |
| Spania            | 1       | 0        | 0       | 1          | 0  | 4   | −4   | 0%     |
| Ucraina           | 4       | 0        | 0       | 4          | 0  | 17  | −17  | 0%     |
| Total             | 102     | 3        | 9       | 90         | 31 | 285 | −254 | 2.94%  |

## Stadion

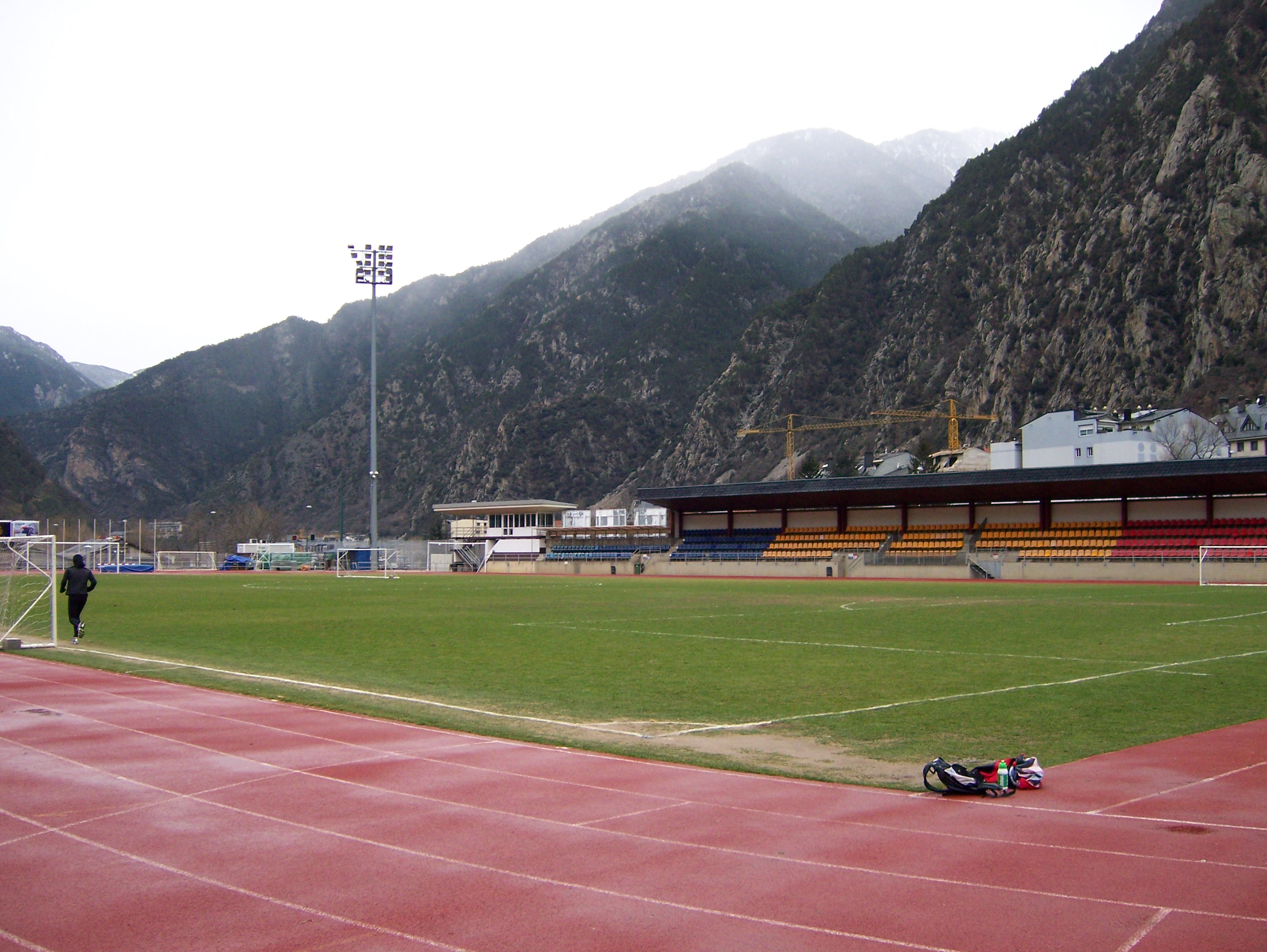
Stadionul selecționatei Andorrei, Estadi Comunal d'Aixovall

Andorra joacă meciurile de acasă pe Estadi Comunal d’Andorra la Vella, Aixovall, în parohia Sant Julià de Lòria, lângă capitala Andorra la Vella. Stadionul are o capacitate de 1,800 și găzduiește totodată și meciurile echipelor de club FC Andorra, UE Sant Julia, FC Rànger's, FC Santa Coloma și FC Lusitanos. Ocazional, Andorra a jucat meciurile de „acasă” în afara granițelor țării. De exemplu, Andorra a jucat partidele cu Franța și Anglia din calificările pentru Campionatele Europene din 2000 și 2008, și pentru Campionatul Mondial din 2010 pe Estadi Olímpic Lluís Companys din Barcelona, stadionul echipei RCD Espanyol între anii 1997 și 2009.

## Reputație
Recordurile negative al Andorrei îi aduc acesteia o reputație negativă. Echipa a câștigat un singur meci competitiv, un 1-0 împotriva Macedoniei, în calificările pentru Campionatul Mondial. Cu a patra cea mai scăzută populație dintre țările UEFA, talentul este rar. Majoritatea jucătoriilor sunt amatori, întrucât liga națională este una semi-profesionistă. În septembrie 2011, Andorra era ultima în Clasamentul Mondial FIFA, pe locul 203. Din momentul primului meci al Andorrei din 1996, poziția FIFA medie este 165.
Oponenții anticipează victorii ușoare împotriva Andorrei, iar un eșec poate avea consecințe neplăcute pentru acea echipă. În martie 2007, antrenorul Steve McClaren și echipa Angliei au fost abuzați de suporteri în timpul unei victorii cu 3-0 în fața andorrezilor. McClaren a încheiat conferința de presă de la finalul meciului, după numai două minute de întrebări, spunând: „Domnilor, dacă doriți să scrieți orice doriți să scrieți, puteți să o faceți pentru că asta e tot ceea ce am de spus. Vă mulțumesc”.
Fiind intervievat la pauză de ITV Sport, după ce a primit cu întârziere medalia de câștigător pentru Campionatul Mondial din 1996, câștigat de Anglia, Jimmy Greaves a socotit că echipa Andorrei este atât de slabă încât el și coechipierii săi de la Mondial ar putea s-o învingă. Greaves a spus: „Ați mai văzut vreodată o echipa atât de slabă pe Wembley?”.

## Jucători și antrenori
În ianuarie 2006, Asociația Andorreză de Fotbal l-a numit pe Koldo, portarul care a evoluat între anii 1998 și 2009, ca cel mai bun jucător al țării. În timpul înfrângerii Andorrei cu 6-0 în fața Angliei pe Stadionul Wembley, într-un meci de calificare pentru Mondial din iunie 2009, Koldo a primit un standing ovation de la fanii englezi, fiind înlocuit datorită unei accidentări. Aceștia l-au aplaudat pentru paradele sale care au prevenit o înfrângere mai mare; Koldo s-a retras din fotbalul internațional după acest meci.
Ildefons Lima este singurul jucător andorrez care a înscris mai mult de trei goluri în carieră pentru echipa națională; acesta a marcat în total zece goluri. Óscar Sonejee are cele mai multe apariții la echipa națională, 106. Al doilea este Lima, cu 101 de selecții între anii 1998 și 2016.
Manuel Miluir a fost primul antrenor al echipei și a condus primele trei partide din debutul în competițiile europene. A plecat în 1999 pentru a-i face loc lui David Rodrigo, al cărui prim meci competitiv a fost o înfrângere cu 2-0 în fața Islandei, în calificările pentru Campionatul European. Rodrigo s-a ocupat de echipă până în februarie 2010, când s-a anunțat că locul îi va fi luat de Koldo. În septembrie 2006, Rodrigo a provocat furie multor persoane, când se pare că i-a spus căpitanului Israelului, Yossi Benayoun, că Israelul a fost „o țară de ucigași” și l-a amenințat pe Benayoun că îi rupe picioarele.

## Rezultate la Campionatul Mondial
- Din 1930 până în 1998 – Nu a participat
- Din 2002 până în 2014 – Nu s-a calificat

## Rezultate la Campionatul European
- Din 1960 până în 1996 – Nu a participat
- Din 2000 până în 2012 – Nu s-a calificat

## Lotul actual
Data meciurilor: 17 noiembrie 2019

Adversar:  Turcia

Selecțiile și golurile actualizate la: 28 decembrie 2019
| Nr. | Poz. | Jucător                 | Data nașterii (vârsta)         | Selecții | Goluri | Club             |
| --- | ---- | ----------------------- | ------------------------------ | -------- | ------ | ---------------- |
| 1   | P    | Josep Gómes             | 3 decembrie 1985 (39 de ani)   | 63       | 0      | Inter d'Escaldes |
| 13  | P    | Ferran Pol              | 28 februarie 1983 (42 de ani)  | 27       | 0      | UE Santa Coloma  |
|     |      |                         |                                |          |        |                  |
| 6   | F    | Ildefons Lima (căpitan) | 10 decembrie 1979 (45 de ani)  | 128      | 11     | Inter d'Escaldes |
| 15  | F    | Moisés San Nicolás      | 17 septembrie 1993 (31 de ani) | 48       | 0      | FC Santa Coloma  |
| 5   | F    | Emili García            | 11 ianuarie 1989 (36 de ani)   | 46       | 1      | Inter d'Escaldes |
| 21  | F    | Marc García             | 21 martie 1988 (37 de ani)     | 44       | 0      | Granollers       |
| 20  | F    | Max Llovera             | 8 ianuarie 1997 (28 de ani)    | 36       | 0      | Granollers       |
|     |      |                         |                                |          |        |                  |
| 7   | M    | Marc Pujol              | 21 august 1982 (42 de ani)     | 84       | 2      | Inter d'Escaldes |
| 11  | M    | Sergi Moreno            | 25 noiembrie 1987 (37 de ani)  | 66       | 0      | Inter d'Escaldes |
| 3   | M    | Marc Vales              | 4 aprilie 1990 (35 de ani)     | 66       | 1      | Sandefjord       |
| 2   | M    | Cristian Martínez       | 16 octombrie 1989 (35 de ani)  | 59       | 5      | Inter d'Escaldes |
| 23  | M    | Jordi Rubio             | 1 noiembrie 1987 (37 de ani)   | 46       | 0      | UE Santa Coloma  |
| 10  | M    | Ludovic Clemente        | 9 mai 1986 (39 de ani)         | 36       | 0      | Andorra          |
| 19  | M    | Sebas Gómez             | 1 noiembrie 1983 (41 de ani)   | 32       | 0      | Engordany        |
| 22  | M    | Víctor Rodríguez        | 7 septembrie 1987 (37 de ani)  | 30       | 0      | Engordany        |
| 4   | M    | Marc Rebés              | 3 iulie 1994 (31 de ani)       | 30       | 2      | FC Santa Coloma  |
| 17  | F    | Joan Cervós             | 24 februarie 1998 (27 de ani)  | 17       | 0      | Andorra          |
|     |      |                         |                                |          |        |                  |
| 14  | A    | Jordi Aláez             | 23 ianuarie 1998 (27 de ani)   | 27       | 1      | FC Santa Coloma  |
| 16  | A    | Àlex Martínez           | 10 octombrie 1998 (26 de ani)  | 22       | 1      | Andorra          |
| 9   | A    | Ricard Fernández        | 19 martie 1999 (26 de ani)     | 7        | 0      | Andorra          |

### Convocați recent
Următorii jucători au fost convocați în ultimele 12 luni
| Poz. | Jucător         | Data nașterii (vârsta)        | Selecții | Goluri | Club               | Ultima convocare             |
| ---- | --------------- | ----------------------------- | -------- | ------ | ------------------ | ---------------------------- |
| P    | Francisco Pires | 25 ianuarie 1998 (27 de ani)  | 0        | 0      | UE Santa Coloma    | v. Islanda, 14 October 2019  |
|      |                 |                               |          |        |                    |                              |
| F    | Txus Rubio      | 9 septembrie 1994 (30 de ani) | 25       | 0      | FC Santa Coloma    | v. Albania, 14 November 2019 |
| F    | Albert Alavedra | 26 februarie 1999 (26 de ani) | 0        | 0      | Algeciras          | v. Albania, 14 November 2019 |
| F    | Adri Rodrígues  | 14 august 1988 (36 de ani)    | 16       | 0      | Atlètic d'Escaldes | v. Islanda, 14 October 2019  |
|      |                 |                               |          |        |                    |                              |
| M    | Marc Ferré      | 11 ianuarie 1994 (31 de ani)  | 2        | 0      | Engordany          | v. Albania, 14 November 2019 |
| M    | Márcio Vieira   | 10 octombrie 1984 (40 de ani) | 92       | 0      | Atlético Monzón    | v. Islanda, 14 October 2019  |
|      |                 |                               |          |        |                    |                              |
| A    | Aarón Sánchez   | 5 iunie 1996 (29 de ani)      | 12       | 0      | Engordany          | v. Franța, 10 September 2019 |
| A    | Juli SánchezRET | 20 iunie 1978 (47 de ani)     | 73       | 2      | Inter d'Escaldes   | v. Franța, 11 June 2019      |

RET: retras din activitate

INJ: accidentat

## Calificările pentru CM 2020
| Loc | Echipa            | MJ | V | E | Î | GM | GP | DG  | Pct | Calificare                  |     | Franța | Turcia | Islanda | Albania | Andorra | Republica Moldova |
| --- | ----------------- | -- | - | - | - | -- | -- | --- | --- | --------------------------- | --- | ------ | ------ | ------- | ------- | ------- | ----------------- |
| 1   | Franța            | 10 | 8 | 1 | 1 | 25 | 6  | +19 | 25  | Calificare la turneul final |     | —      | 1–1    | 4–0     | 4–1     | 3–0     | 2–1               |
| 2   | Turcia            | 10 | 7 | 2 | 1 | 18 | 3  | +15 | 23  | Calificare la turneul final |     | 2–0    | —      | 0–0     | 1–0     | 1–0     | 4–0               |
| 3   | Islanda (X)       | 10 | 6 | 1 | 3 | 14 | 11 | +3  | 19  |                             |     | 0–1    | 2–1    | —       | 1–0     | 2–0     | 3–0               |
| 4   | Albania           | 10 | 4 | 1 | 5 | 16 | 14 | +2  | 13  |                             | 0–2 | 0–2    | 4–2    | —       | 2–2     | 2–0     |                   |
| 5   | Andorra           | 10 | 1 | 1 | 8 | 3  | 20 | −17 | 4   |                             | 0–4 | 0–2    | 0–2    | 0–3     | —       | 1–0     |                   |
| 6   | Republica Moldova | 10 | 1 | 0 | 9 | 1  | 25 | −24 | 3   |                             | 1–4 | 0–4    | 1–2    | 0–4     | 1–0     | —       |                   |

## Goluri în meciurile internaționale
Andorra a înscris foarte puține goluri în partidele internaționale (din cadrul Campionatului European sau Mondial); lista de mai jos este completă.
| Nr. | Comp.[a] | Dată               | Oponent      | Marcator(i)            | Scor final[b] |
| --- | -------- | ------------------ | ------------ | ---------------------- | ------------- |
| 1   | CCE      | 5 septembrie 1998  | Armenia      | Jesús Lucendo          | 1–3           |
| 2   | CCE      | 31 martie 1999     | Rusia        | Emiliano González      | 1–6           |
| 3   | CCE      | 8 septembrie 1999  | Rusia        | Justo Ruiz             | 1–2           |
| 4   | CCM      | 2 septembrie 2000  | Cipru        | Emiliano González      | 2–3[c]        |
| 5   | CCM      | 2 septembrie 2000  | Cipru        | Ildefons Lima          | 2–3[c]        |
| 6   | CCM      | 7 octombrie 2000   | Estonia      | Justo Ruiz             | 1–2           |
| 7   | CCM      | 25 aprilie 2001    | Irlanda      | Ildefons Lima          | 1–3           |
| 8   | CCM      | 1 septembrie 2001  | Portugalia   | Robert Alonso          | 1–7           |
| 9   | CCE      | 16 octombrie 2002  | Bulgaria     | Antoni Lima            | 1–2           |
| 10  | CCM      | 8 septembrie 2004  | România      | Marc Pujol             | 1–5           |
| 11  | CCM      | 13 octombrie 2004  | Macedonia    | Marc Bernaus           | 1–0[d]        |
| 12  | CCM      | 26 martie 2005     | Armenia      | Fernando Silva         | 1–2           |
| 13  | CCM      | 4 iunie 2005       | Cehia        | Gabriel Riera          | 1–8           |
| 14  | CCE      | 6 septembrie 2006  | Israel       | Juli Fernández         | 1–4           |
| 15  | CCE      | 22 august 2007     | Estonia      | Fernando Silva         | 1–2           |
| 16  | CCM      | 10 septembrie 2008 | Belarus      | Marc Pujol             | 1–3           |
| 17  | CCM      | 6 iunie 2009       | Belarus      | Ildefons Lima          | 1–5           |
| 18  | CCM      | 9 septembrie 2009  | Kazahstan    | Óscar Sonejee          | 1–3           |
| 19  | CCE      | 7 septembrie 2010  | Irlanda      | Cristian Martínez      | 1–3           |
| 20  | CCE      | 9 septembrie 2014  | Țara Galilor | Ildefons Lima (pen)    | 1–2           |
| 21  | CCE      | 13 octombrie 2014  | Israel       | Ildefons Lima (pen)    | 1–4           |
| 22  | CCE      | 12 iunie 2015      | Cipru        | Dossa Júnior (autogol) | 1–3           |
| 23  | CCE      | 10 octombrie 2015  | Belgia       | Ildefons Lima (pen)    | 1–2           |
| 24  | CCM      | 10 octombrie 2016  | Elveția      | Àlex Martínez          | 1–2           |

a CCE = meci din calificările pentru Campionatul European, CCM = meci din calificările pentru Campionatul Mondial.

b Scorul Andorrei este întotdeauna scris primul.

c Meciul Andorra-Cipru din 2000 este singura partidă în care Andorra a înscris două goluri.

d Meciul Andorra-Macedonia din 2004 este singura partidă competitivă câștigată de Andorra.